# Дегтярёвка (Черниговская область)
Дегтярёвка (укр. Дігтярівка) — село в Новгород-Северском районе Черниговской области Украины. Население — 657 человек. Занимает площадь 2,32 км².
Код КОАТУУ: 7423683601. Почтовый индекс: 16080. Телефонный код: +380 4658.

## Власть
Орган местного самоуправления — Дегтярёвский сельский совет. Почтовый адрес: 16080, Черниговская обл., Новгород-Северский р-н, с. Дегтярёвка, ул.

## География
Село стоит у реки Десна. Восточнее села находится пойменный остров, образованном руслом и рукавом реки Десна, где расположены множество озёр (Красное, Подкова, Ореховое).

## История
Дегтяревка впервые упоминается в 1673 г. Здесь существует памятник архитектуры — Покровская церковь (1710 г.). Возле села найдено поселение раннежелезного периода (1 тыс. до н. э.), ране-славянского периода (III—XVIII вв.), городища раннежелезного периода (XVI—III вв. до н. э.).

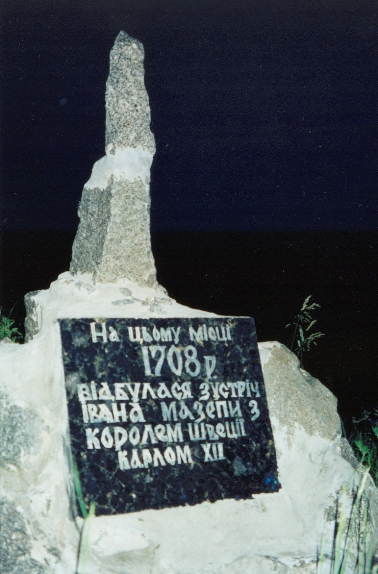
Памятник гетману Мазепе и Карлу XII

30 октября 1708 года в селе произошла историческая встреча гетмана Украины Ивана Мазепы и короля Швеции Карла XII Густава, где было принято решение о формировании военно-политического альянса и совместные действия против царя Петра I с целью создания независимого украинского государства. 11 сентября 2008 года в честь этого исторического события в селе установлен памятник.
Мазепа поставил в селе самобытный памятник украинского барокко — Покровскую церковь. Храм пострадал во время Великой Отечественной войны, после чего был частично разобран на кирпич.